# نبيل معلول
نبيل معلول (25 يوليو 1962-)، مدرب كرة قدم تونسي ولاعب كرة قدم سابق تم إستدعائه 74 مرة للعب مع منتخب تونس، وشارك في الألعاب الأولمبية الصيفية 1988 التي أقيمت في مدينة سول في كوريا الجنوبية. شغل منصب مدير فني في منتخب سوريا أمضى معظم حياته المهنية مع ناديه الأم الترجي الرياضي التونسي وفاز مع الترجي بالثلاثية التاريخية كمدرب في عام 2011 (الرابطة التونسية المحترفة الأولى، كأس تونس لكرة القدم ودوري أبطال إفريقيا). خلال مسيرته الإدارية، كان مسؤولاً عن ثلاثة منتخبات وطنية: تونس والكويت وسوريا، لكنه أدار أيضًا أندية في تونس وقطر.

## المسيرة الكروية
إنضم عام 1975 إلى فريق الترجي الرياضي التونسي وتدرّج في صفوفه وفي 6 ديسمبر 1981 لعب أمام الملعب التونسي أولى مبارياته مع الأكابر. أصبح معلول طوال الثمانينات أحد ركائز الفريق متحصلاً معه على ألقاب عدة. ورغم أنه لاعب وسط إلا أنه كان أحد أبرز هدّافي الفريق لا سيما كإخصائي تنفيذ ضربات الجزاء. إنتقل عام 1989 إلى نادي هانوفر الألماني وظل هناك عامين قبل أن يعود إلى الترجي. إنتقل عام 1993 إلى نادي أهلي جدة ثم انضم عام 1994 إلى صفوف النادي الرياضي البنزرتي. وفي صيف 1995 فجّر معلول مفاجأة من العيار الثقيل بانضمامه للنادي الإفريقي الخصم اللدود للترجي. أمضى معلول موسماً ناجحاً مع النادي الإفريقي متحصلاً معه على الثنائي البطولة العربية للأندية الفائزة بالكؤوس والبطولة المحلية قبل أن يعتزل اللعب. لعب معلول 74 مباراة دولية مع المنتخب التونسي  مسجلا 11 هدفا، وقد شارك معه في الألعاب الأولمبية الصيفية 1988. في بداية التسعينيات أصبح معلول من أهم دعائم الفريق وصانع ألعابه وقد شكّلت إصابته قبيل كأس الأمم الأفريقية 1994 خسارة فادحة للفريق الذي لم يستطع بدونه تخطي الدور الأول.

## المسيرة التدربية
بدأ معلول مشواره كمدرب مع أولمبيك الكاف، وفي عام 2002 عين مدربا وطنيا مساعدا لروجي لومار وقد استطاع الثنائي قيادة المنتخب التونسي إلى الفوز بكأس إفريقيا 2004. بعد كأس إفريقيا ترك معلول خطته في الإطار الفني للمنتخب ليدرب النادي الإفريقي ثم النادي الرياضي البنزرتي. عام 2006 عاد إلى خطته الأصلية في المنتخب واستمر فيها إلى 2008 تاريخ رحيل روجي لومار. وفي 27 ديسمبر 2010 عين مدربا للترجي الرياضي التونسي عوضا عن ماهر الكنزاري.
فاز مع الترجي بالثلاثية تاريخية (الرابطة التونسية المحترفة الأولى، كأس تونس لكرة القدم ودوري أبطال إفريقيا). في سبتمبر 2012 ميشيل ديكاستل يحل محله.
في 14 فبراير 2013، أصبح رسميًا مدرب المنتخب التونسي. في 23 مارس، لعب مباراته الأولى كمدرب، وفاز المنتخب التونسي ضد سيراليون بنتيجة نهائية من 2-1. في 7 سبتمبر، بعد هزيمة على أرضه (0-2) أمام الرأس الأخضر الذي يستبعد تونس من التأهل لبطولة كأس العالم 2014، معلول يعلن استقالته. في 29 نوفمبر 2013، وافق على إدارة نادي الرجاء البيضاوي المغربي ليصبح المدرب للفريق الأول، بدلاً من محمد فاخر، قبل تغيير رأيه.
في 27 أبريل 2017، أصبح معلول مدربًا مرة أخرى لتونس هذه لمرة يحمل الكثير من الآمال، مع مهمة تأهيل نسور قرطاج لنهائيات كأس العالم 2018 والوصول إلى المربع الأخير من كأس الأمم الأفريقية 2019. تمكّن من الوصول إلى هدفه الأول عن طريق تأهل الفريق لكأس العالم، لكن بعد خروج الفريق من مرحلة المجموعات والأداء المخيّب للآمال للفريق، استقال من أجل تدريب نادي الدحيل.
وفي 12 مارس عام 2020، وقع معلول رسميا عقدا لتدريب المنتخب السوري الأول لكرة القدم لمدة سنتين تنتهي في 31 آذار 2022، ولكنه استقال من منصبه في 16 حزيران 2021 اثر الخسارة امام منتخب الصين 3 مقابل 1.

## كمحلل رياضي
إضافة إلى التدريب برز معلول أيضا كمحلل رياضي أولا مع قناة أبوظبي الرياضية ثم مع راديو وتلفزيون العرب والجزيرة الرياضية.

## المسيرة الدولية
بدأ مع المنتخب التونسي عام 1985، حيث لعب 74 مباراة في 10 سنوات وسجّل 11 هدفًا. شارك في الألعاب الأولمبية الصيفية 1988 التي أُقيمت في مدينة سول في كوريا الجنوبية.

## الألقاب

### لاعب
الترجي الرياضي التونسي
- الرابطة التونسية المحترفة الأولى: 1982, 1985, 1988, 1989, 1993, 1994

- كأس تونس: 1986, 1989

- كأس السوبر التونسي: 1993
- كأس العرب للأندية الأبطال: 1993

 النادي الإفريقي
- الرابطة التونسية المحترفة الأولى: 1996
- البطولة العربية للأندية الفائزة بالكؤوس: 1995

### مدرب
الترجي الرياضي التونسي
- الرابطة التونسية المحترفة الأولى: 2011, 2012
- كأس تونس لكرة القدم: 2011
- دوري أبطال أفريقيا: 2011

 نادي الجيش
- كأس قطر: 2014

 المنتخب التونسي
- كأس العالم التأهل: 2018

## إحصائيات التدريب

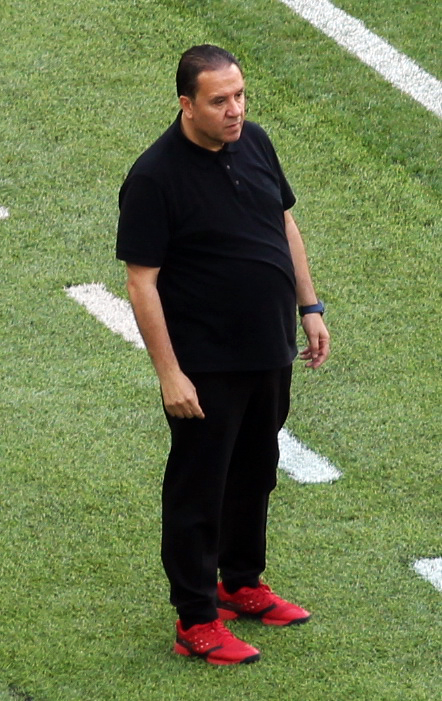
نبيل معلول مدربا للمنتخب التونسي في كأس العالم 2018.

| الفريق                 | بداية الفترة   | نهاية الفترة   | الإحصائيات | الإحصائيات | الإحصائيات | الإحصائيات | الإحصائيات | الإحصائيات    |
| الفريق                 | بداية الفترة   | نهاية الفترة   | لعب        | فاز        | عدل        | خسر        | نسبة الفوز | المصدر        |
| ---------------------- | -------------- | -------------- | ---------- | ---------- | ---------- | ---------- | ---------- | ------------- |
| الترجي الرياضي التونسي | 29 ديسمبر 2010 | 4 يناير 2012   | 35         | 22         | 8          | 5          | 62.86      | [ 11 ]        |
| الترجي الرياضي التونسي | 1 يوليو 2012   | 29 يناير 2013  | 27         | 19         | 3          | 5          | 70.37      | [ 12 ]        |
| تونس                   | 14 فبراير 2013 | 7 سبتمبر 2013  | 7          | 2          | 3          | 2          | 28.57      | [ 13 ]        |
| نادي الجيش             | 20 يناير 2014  | 19 ديسمبر 2014 | 37         | 20         | 8          | 9          | 54.05      | [ 14 ]        |
| الكويت                 | 20 ديسمبر 2014 | 20 مارس 2017   | 11         | 3          | 1          | 7          | 27.27      | [ 15 ]        |
| تونس                   | 27 أبريل 2017  | 12 يوليو 2018  | 13         | 6          | 4          | 3          | 46.15      | [ 16 ] [ 17 ] |
| نادي الدحيل            | 12 يوليو 2018  | 5 يناير 2019   | 22         | 14         | 6          | 2          | 63.64      | [ 18 ]        |
| المجموع                | المجموع        | المجموع        | 152        | 86         | 33         | 33         | 56.58      | —             |

## روابط خارجية
- نبيل معلول على موقع الاتحاد الدولي (مؤرشف)  (الإنجليزية)
- نبيل معلول على موقع قاعدة بيانات كرة القدم.إي يو (الإنجليزية)
- نبيل معلول على موقع بيانات كرة القدم. دي إي (الألمانية)
- نبيل معلول على موقع ناشيونال فوتبول تيمز (الإنجليزية)
- نبيل معلول على موقع Soccerway.com (الإنجليزية)
- نبيل معلول على موقع عالم كرة القدم.نت (الإنجليزية)
- نبيل معلول على موقع أوليمبيديا (الإنجليزية)